# Markovci
Markovci là một khu tự quản (tiếng Slovenia: občine, số ít – občina) trong vùng Podravska của Slovenia. Markovci có diện tích 29.8 km2, dân số là theo điều tra ngày 31 tháng 3 năm 2002 là 3798 người. Thủ phủ khu tự quản Markovci đóng tại Markovci.